# Кендал
Кендал (на английски: Kendal) е град в южната част на област Къмбрия, Северозападна Англия. Той е административен и стопански център на община Южен Лейкланд. Населението на града към 2001 година е 28 030 жители, което го прави третия по големина град в областта.
Записан през Средновековието в „Книгата на Страшния съд“ с името Cherchbi, днес Кендал е известен най-вече като туристически център с прозвището „входът към езерата“ (The Gateway to The Lakes), поради факта, че е разположен в близост до националния парк наречен „Езерен район“ („The Lake District National Park“).
Градът е известен и със специфичния ментов сладкиш наречен „Kendal mint cake“, както и с производството на тютюн за лули и емфие (енфие).

## География
Кендал е разположен по поречието на река Кент, в близост до границата на природния парк „Езерен район“, където сред множество езера се намира най-голямото естествено езеро в Англия. Градът отстои на около 65 километра в южна посока от главния град на графството – Карлайл и на около 415 километра северозападно от Лондон. На около 20 километра в югозападна посока се намира най-вътрешната част от бреговата линия на залива Моркамб Бей към Ирландско море.
На около 10 километра източно от Кендал преминава Магистрала М6 – част от главния транспортен коридор по направлението север-юг от Глазгоу към Лондон през Манчестър и Бирмингам.

## Демография
Изменение на населението за период от две десетилетия 1981 – 2001 година:
| \| Година на преброяване \| Численост \| \| --------------------- \| --------- \| \| 1981 \| 23 710 \| \| 1991 \| 25 461 \| \| 2001 \| 28 030 \| |           |
| Година на преброяване | Численост |
| 1981 | 23 710    |
| 1991 | 25 461    |
| 2001 | 28 030    |

## Известни личности
Списък на известни публични личности сварзани с град Кендал – родени или живели в града:
- Стив Хогарт – вокалист на рок групата Мерилиън (роден в Кендал през 1959 година)
- Дезмънд Багли – писател (роден в Кендал през 1923 година)
- Сър Артър Едингтън – астрофизик, професор в Кеймбриджкия университет и директор на * обсерваторията в Кеймбридж (роден в Кендал през 1882 година)
- Джон Далтон – английски физик и химик (посещавал училище в Кендал през 1780-те години)
- Джордж Ромни – художник (чиракувал в Кендал през 1750-те години)
- Wild Beasts – инди-рок група от Кендал